# KNX
KNX は、ホーム・ビルオートメーションの国際標準である。ISO/IEC 14543, ISO 22510 として標準化されており、世界中で幅広く使われている。
KNXの商標はKNX Association cvba(本部:ブリュッセル)が管理している。

## 概要
KNXは数多くあるオートメーションプロトコルの中でも、以下を最大の特徴としている。
- 相互接続性の良さ：2022年現在、世界で約500社のメーカーが8,000種ものKNX認定製品を製造・販売しているが、どのメーカーのどの製品同士を組み合わせても齟齬なく動作する。
- ただ一つのツール：KNXの設定やコミッショニングで使用されるツールは、メーカーを問わずETS(Engineering Tool Software)に統一されている。ETSの使い方さえマスターすれば、どのようなKNXの物件でも設定・コミッショニングが可能である。2022年現在、世界で500余りの認定トレーニングセンターが存在し、KNX技術とETSの使い方を教えている。これらトレーニングセンターのトレーニングを受講し、認定資格を授与されたインテグレータは10万人以上存在する。
- 上位互換性：KNXは新しい技術を取り入れ発展しつつも、30年前の規格制定時より一貫して上位互換性を確保している。

KNXは特定のハードウェアプラットフォームとは独立したものとして設計されている。KNXネットワークは8ビットのマイクロコントローラやパーソナルコンピュータで、適当な実装をすることで制御できる。

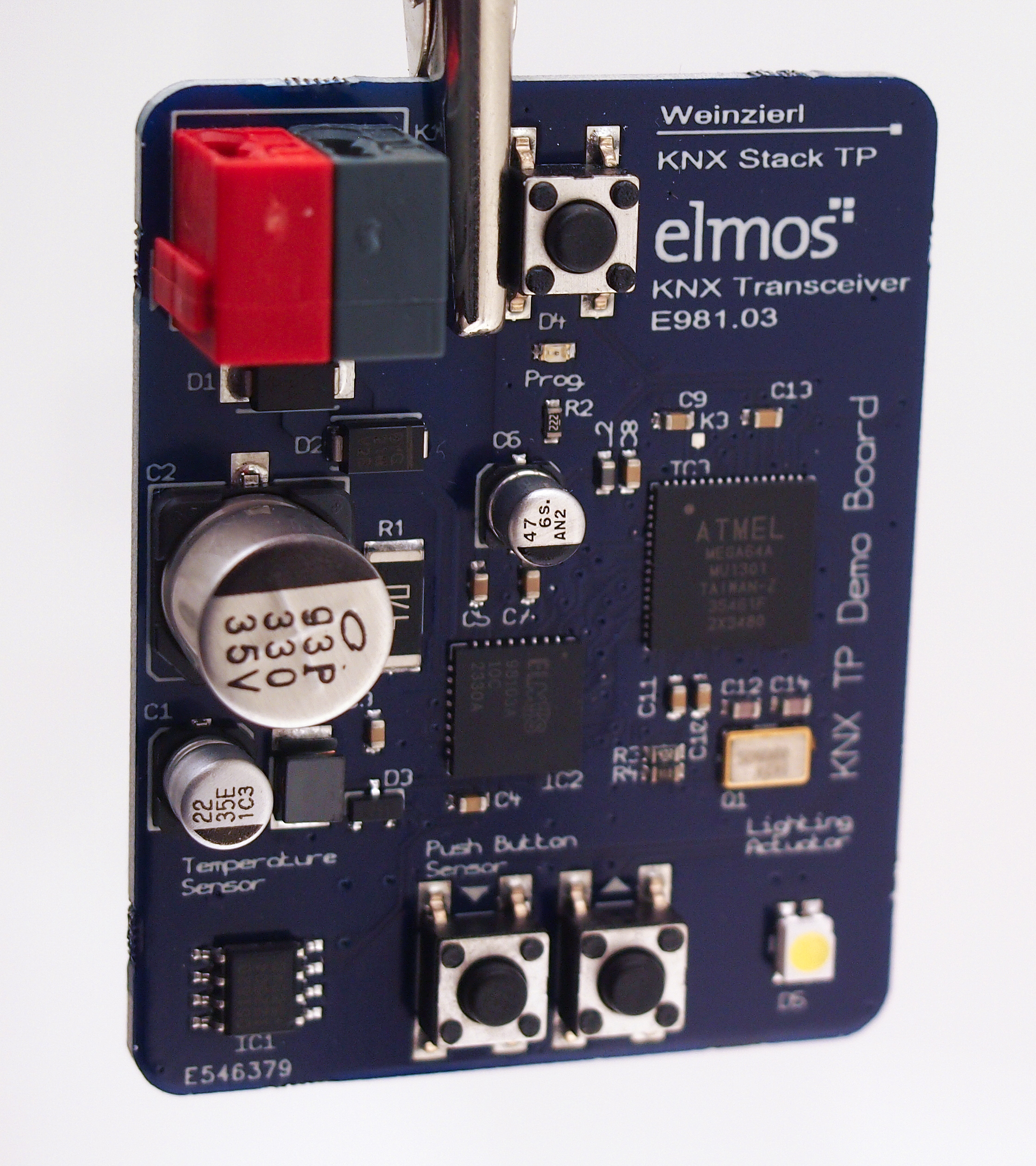
KNX-Transceiver-Board by Elmos

## 構成モード
KNX 機器は二種類に分類される。
- E-mode（Easy mode、簡易モード） - 取り付けに基本的な訓練が必要。ユーザーの環境に合わせたパラメータ設定が必要である。
- S-mode（System mode、システムモード） - インテリジェントビルとして建築時に実装される機器。個々のビルの環境に合わせてプログラミングする必要がある。

## 日本におけるKNX
日本でも物件への採用は徐々に増えている。2014年に日本KNX協会が日本におけるKNXを代表するナショナルグループ(国別支部)として設立され、KNXの啓蒙及び普及活動を行っている。